# Stowięcino
Stowięcino (kaszb. Stowicëno, niem. Stojentin) – wieś sołecka w Polsce położona w województwie pomorskim, w powiecie słupskim, w gminie Główczyce. W latach 1975–1998 miejscowość administracyjnie należała do województwa słupskiego.
Miejscowość położona na południowy wschód od Główczyc, 41,5 km od Słupska. 
W 1954 w Stowięcinie urodził się Andrzej Lepper, polityk i związkowiec, były wicepremier, przewodniczący Samoobrony Rzeczpospolitej Polskiej.

## Nazwa
Nazwa, odnotowana po raz pierwszy w 1341 w formie Stoyentin, ma pochodzenie słowiańskie i charakter dzierżawczy. Powstała przez dodanie do zdrobnionej nazwy osobowej *Stowięta (por. Stojgniew) formantu -ino. Friedrich Lorentz odnotował kaszubską formę nazwy: Stov́icəno. Niemiecka nazwa Stojentin jest adaptacją fonetyczną pierwotnej nazwy słowiańskiej. 
Rada Języka Kaszubskiego proponuje kaszubską formę nazwy Stowiãcëno.

### Historyczne Zapisy Nazwy
- Stoyentin (1341 r.)[9]
- Stoientin (1402 r.)[9]
- Boreslaff Stouwentine (1472 r.)[9]
- Merten Stowentin (1479 r.)[9]
- Stoientin (1608 r.)[9]

## Historia
Najstarsza wzmianka o wsi pochodzi z 1341 roku, z dokumentu w którym wzmiankowani są "Bertold und Matzen von Stoyentin", czyli giermkowie Bertold i Maciej z ziemi słupskiej.
Jeszcze w 1618 roku wymieniani są Stojentinowie jako posiadacze wsi. 
W 1717 roku należy już do Caspera Otto von Segera, a później do von Wobeserów. 
Z opisu Brüggemanna wynika, że jeszcze na początku XIX wieku modlono się tu po kaszubsku. W 1853 roku wieś przeszła drogą kupna w ręce Ferdynanda Scheunemanna i w tej rodzinie pozostała do 1945 roku.

## Zabytki
- kościół z wieżą z XV w., konstrukcji ryglowej, nawa rozbudowana w XVII w., murowana gotycka wieża z długimi blendami, nakryta hełmem ostrosłupowym, przebudowany w 1963, wewnątrz manierystyczna ambona i barokowy obraz wstawiony we współczesny ołtarz[10];
- klasycystyczny dwór z pocz. XIX w. otoczony parkiem krajobrazowym[11]